# دابولاوا
دابولاوا (به لاتین: Dabolava) یک منطقهٔ مسکونی در ماداگاسکار است که در منابه واقع شده‌است. دابولاوا ۸٬۰۰۰ نفر جمعیت دارد و ۵۶۳ متر بالاتر از سطح دریا واقع شده‌است.